# Luke Foils the Villain
Luke Foils the Villain er en amerikansk stumfilm fra 1916 af Hal Roach.

## Medvirkende
- Harold Lloyd som Luke
- Snub Pollard
- Gene Marsh
- Bebe Daniels som Maizie Nut